# أسما الشال

أسما الشال (ممثلة)

أسما الشال (بالإنجليزية: Asma El-Shal) ممثلة وإعلامية مصرية من مواليد 7 يوليو 1988، تنحدر من عائله فنية عريقة وهي خريجة كلية الآداب قسم علم النفس وحاصلة علي الدراسات العليا في التربية الخاصة لذوي القدرات من كلية التربية. قامت بالتدريس في بداية حياتها العملية، وعملت كمضيفة جوية، وأيضاً عملت كشاعرة غنائية، كما عملت في الاخراج السينمائي.

## أعمالها في التمثيل
فيلم «مترو» للمخرج أحمد الشوربجي، عام 2013.
مسلسل «نوايا بريئة» للمخرج سيف يوسف، عام 2016.
مسلسل «هي ودافنشي» للمخرج عبد العزيز حشاد، عام 2016.
مسلسل «هربانة منها» للمخرج معتز التوني، عام 2017. وقالت عن عملها في المسلسل: «كنت متخوفة من ظهورى في إحدى حلقات المسلسل مع النجمة ياسمين عبد العزيز ومصطفى خاطر، وتلقيت ردود فعل جيدة عن تقديمى لشخصية الفلاحة».
فيلم «سكر برة» للمخرج أحمد عبد الله صالح، عام 2917.
مسلسل «خط ساخن» للمخرج حسني صالح، عام 2020.